# Ройлянка (Татарбунарский район)
Ройлянка (укр. Ройлянка) — село, относится к Татарбунарскому району Одесской области Украины.
Население по переписи 2001 года составляло 148 человек. Почтовый индекс — 68152. Телефонный код — 4844. Занимает площадь 0,6 км². Код КОАТУУ — 5125082407.

## Местный совет
68152, Одесская обл., Татарбунарский р-н, с. Жёлтый Яр